# Marcos André Batista dos Santos
Marcos André Batista dos Santos, conegut com a Vampeta, (13 de març de 1974) és un exfutbolista brasiler i entrenador.

## Selecció del Brasil
Va formar part de l'equip brasiler a la Copa del Món de 2002.